# Unis Flyers Heerenveen
Le Flyers Heerenveen est un club de hockey sur glace de Heerenveen aux Pays-Bas. Il évolue en Eredivisie, l'élite néerlandaise.

## Historique

Ancien logo

Le club est créé en 1967. Il a remporté l'Eredivisie à sept reprises.

## Palmarès
- BeNe League (1) : 2017
- Vainqueur de l'Eredivisie (7) : 1977, 1978, 1979, 1980, 1981, 1982, 1983.
- Vainqueur de la Coupe des Pays-Bas (4) : 1981, 1982, 1983, 1984.